# La Ferrière-Airoux

La Ferrière-Airoux este o comună în departamentul Vienne, Franța. În 2009 avea o populație de 342 de locuitori.